# Sibratshofen
Sibratshofen ist ein Gemeindeteil des Marktes Weitnau im Landkreis Oberallgäu (Regierungsbezirk Schwaben, Bayern).
Das Pfarrdorf liegt südwestlich des Kernortes Weitnau an der Staatsstraße 2001. Südöstlich verläuft die Staatsstraße 2006 und nordöstlich die Bundesstraße 12. Am östlichen Ortsrand fließt die Untere Argen, unweit nördlich verläuft die Landesgrenze zu Baden-Württemberg. Der Ort liegt an der eingestellten und abgebauten Bahnstrecke Kempten–Isny, die von 1909 bis 1984 in Betrieb war.

## Geschichte
Um 1250 wird ein Sigewartheshoven und Sigewartzhofen im Zusammenhang mit dem Kloster Isny erwähnt. Sybartzhoven wird 1363 als Maierhof erwähnt, der aus zwei Höfen und einer Mühle bestand. 1419 Sibratzhofen (bzw. -hoven). Ein stiftkemptisches Lehen war der Ort 1451. Eine Hammerschmiede ist für 1605 überliefert.
Der Ort war ursprünglich eine Filiale von Weitnau, zur Pfarrei wurde Sibratshofen 1921 erhoben.

## Sehenswürdigkeiten
In der Liste der Baudenkmäler in Weitnau ist für das Pfarrdorf Sibratshofen ein Baudenkmal aufgeführt:
- Die katholische Pfarrkirche St. Wendelin, erbaut 1733, ist ein Saalbau mit schmalen Langhausabseiten und Dachreiter mit Zwiebelhaube. Im Jahr 1938 wurde sie erweitert.